# Канделаро (Авелино)
Канделаро је насеље у Италији у округу Авелино, региону Кампанија.
Према процени из 2011. у насељу је живело 65 становника. Насеље се налази на надморској висини од 593 м.